# Ariel Mina
Madison Ariel Mina Ibarra (Esmeraldas, Ecuador, 22 de abril de 2003) es un futbolista ecuatoriano que juega de centrocampista en Vinotinto Ecuador de la Serie A de Ecuador.

## Trayectoria
Ariel realizó todas las formativas en Liga Deportiva Universitaria, debutó con el primer plantel en 2021 el 25 de septiembre en el empate 2-2 frente al Manta Fútbol Club, ingresó al cambio por Adolfo Muñoz a los 78 minutos. En 2020 fue cedido al Atlético Kin de la Segunda Categoría de Cotopaxi.
En 2024 fue cedido por una temporada a préstamo al Cuniburo, equipo de la Serie B de Ecuador. Tras lograr el ascenso se renovó el préstamo por un año más pero con el Vinotinto Ecuador, esto tras el cambio del nombre del club.

## Selección nacional

### Categorías inferiores
El 9 de mayo de 2023 fue convocado para la Copa Mundial de Fútbol Sub-20 de 2023.

#### Participaciones en Sudamericanos
| Campeonato                         | Sede     | Resultado | Partidos | Goles |
| ---------------------------------- | -------- | --------- | -------- | ----- |
| Juegos Suramericanos Asunción 2022 | Paraguay | Plata     | 5        | 0     |

#### Participaciones en Copas del Mundo
| Campeonato                  | Sede      | Resultado        | Partidos | Goles |
| --------------------------- | --------- | ---------------- | -------- | ----- |
| Copa Mundial Sub-20 de 2023 | Argentina | Octavos de final | 4        | 0     |

## Estadísticas

### Clubes
Actualizado al último partido disputado el 18 de agosto de 2025.
| Club                                   | Div.          | Temporada     | Liga  | Liga  | Liga   | Copas nacionales | Copas nacionales | Copas nacionales | Copas internacionales | Copas internacionales | Copas internacionales | Total | Total | Total  |
| Club                                   | Div.          | Temporada     | Part. | Goles | Asist. | Part.            | Goles            | Asist.           | Part.                 | Goles                 | Asist.                | Part. | Goles | Asist. |
| -------------------------------------- | ------------- | ------------- | ----- | ----- | ------ | ---------------- | ---------------- | ---------------- | --------------------- | --------------------- | --------------------- | ----- | ----- | ------ |
| Atlético Kin · Ecuador                 | 3.ª           | 2020          | 5     | 1     | 0      | —                | —                | —                | —                     | —                     | —                     | 5     | 1     | 0      |
| Atlético Kin · Ecuador                 | Total club    | Total club    | 5     | 1     | 0      | 0                | 0                | 0                | 0                     | 0                     | 0                     | 5     | 1     | 0      |
| Liga Deportiva Universitaria · Ecuador | 1.ª           | 2021          | 2     | 0     | 0      | —                | —                | —                | —                     | —                     | —                     | 2     | 0     | 0      |
| Liga Deportiva Universitaria · Ecuador | 1.ª           | 2022          | 1     | 0     | 0      | —                | —                | —                | —                     | —                     | —                     | 1     | 0     | 0      |
| Liga Deportiva Universitaria · Ecuador | 1.ª           | 2023          | 2     | 0     | 0      | —                | —                | —                | 0                     | 0                     | 0                     | 2     | 0     | 0      |
| Liga Deportiva Universitaria · Ecuador | Total club    | Total club    | 5     | 0     | 0      | 0                | 0                | 0                | 0                     | 0                     | 0                     | 5     | 0     | 0      |
| Cuniburo · Ecuador                     | 2.ª           | 2024          | 33    | 2     | 3      | 3                | 0                | 1                | —                     | —                     | —                     | 36    | 2     | 4      |
| Cuniburo · Ecuador                     | Total club    | Total club    | 33    | 2     | 3      | 3                | 0                | 1                | 0                     | 0                     | 0                     | 36    | 2     | 4      |
| Vinotinto Ecuador · Ecuador            | 1.ª           | 2025          | 22    | 0     | 3      | 0                | 0                | 0                | —                     | —                     | —                     | 22    | 0     | 3      |
| Vinotinto Ecuador · Ecuador            | Total club    | Total club    | 22    | 0     | 3      | 0                | 0                | 0                | 0                     | 0                     | 0                     | 22    | 0     | 3      |
| Total carrera                          | Total carrera | Total carrera | 65    | 3     | 6      | 3                | 0                | 1                | 0                     | 0                     | 0                     | 68    | 3     | 7      |
| 1.                                     |               |               |       |       |        |                  |                  |                  |                       |                       |                       |       |       |        |

## Palmarés

### Campeonatos nacionales
| Título             | Club     | Año  |
| ------------------ | -------- | ---- |
| Serie B de Ecuador | Cuniburo | 2024 |

### Campeonatos internacionales
| Título            | Club                         | Año  |
| ----------------- | ---------------------------- | ---- |
| Copa Sudamericana | Liga Deportiva Universitaria | 2023 |